# Ajmonia
Ajmonia là một chi nhện trong họ Dictynidae.